# Yassin Adnan
Yassin Adnan (arabiska: ياسين عدنان), född 1970 i Safi, är en marockansk författare och journalist bosatt i Marrakech.
Han har studerat engelskspråkig litteratur på Universitetet i Marrakech och utbildning på Mohammad V:s universitet i Rabat. Han har därefter undervisat i engelska och varit programledare på det marockanska kultur-tv-programmet Macharif. Han arbetar även för marockansk radio och för ett antal arabiska tidningar och tidskrifter: den libanesiska dagstidningen al-Akhbar , tidskriften Dubaï Al-Thaqafiya, kulturtidskriften Zawaya, litteraturtidskriften Aswat mu'asira och dagstidningen al-Ghara al-shi’riyya.
Adnan publicerade sin första diktsamling Mannequins 2000, och har därefter gett ut två ytterligare samlingar: Rasif al-qiyama ("Återuppståndelsetrottoar", 2003) och La akad ara ("Jag kan knappt se", 2007). Han har även gett ut två novellsamlingar samt tillsammans med Saad Sarhane gett ut boken Marakish: asrar mu'lana ("Marrakech: Förkunnade hemligheter", 2008), en historia över Marrakech skriven som ett litterärt verk, i både prosa och poesi.
Adnan är flerfaldigt prisbelönad, och var en av de 39 arabiska författare under 40 år som valdes ut till antologin Beirut 39, huvudprojektet när Beirut var Unescos bokhuvudstad 2009.

### Poesi
- Mannequins (2000)
- Rasif al-qiyama ("Återuppståndelsetrottoar", 2003)
- La akad ara ("Jag kan knappt se", 2007)

### Novellsamlingar
- Man yusaddiq al-rasa'il? (2001)
- Tuffah al-zill (2006)

### Övrigt
- Marakish: asrar mu'lana ("Marrakech: Förkunnade hemligheter", med Saad Sarhane, 2008)